# 1331
- Wikisource

| Calendário gregoriano                                                        | 1331 MCCCXXXI                                         |
| Ab urbe condita                                                              | 2084                                                  |
| Calendário arménio                                                           | 780 – 781                                             |
| Calendário bahá'í                                                            | -513 – -512                                           |
| Calendário budista                                                           | 1875                                                  |
| Calendário chinês                                                            | 4027 – 4028 Início a 8 de fevereiro (aproximadamente) |
| Calendário copta                                                             | 1047 – 1048                                           |
| Calendário etíope                                                            | 1323 – 1324                                           |
| Calendários hindus - Vikram Samvat - Calendário nacional indiano - Cáli Iuga | 1386 – 1387 1252 – 1253 4431 – 4432                   |
| Calendário Holoceno                                                          | 11331                                                 |
| Calendário islâmico                                                          | 731 – 732                                             |
| Calendário judaico                                                           | 5091 – 5092                                           |
| Calendário persa                                                             | 709 – 710                                             |
| Calendário rúnico                                                            | 1581                                                  |
| Calendário solar tailandês                                                   | 1874                                                  |

1331 (MCCCXXXI, na numeração romana) foi um ano comum do século XIV do Calendário Juliano, da Era de Cristo, e a sua letra dominical foi F (52 semanas), teve início a uma terça-feira e terminou também a uma terça-feira.
| Ano completo                       |
| ---------------------------------- |
| Ano comum com início à terça-feira |

## Eventos
- Estevão Dušan chega a Salónica.
- Inicio do reinado de João Alexandre da Bulgária, imperador do segundo Império Búlgaro, que findou em 1371.

## Nascimentos
- 16 de Fevereiro - Coluccio Salutati, humanista, filósofo, literato e chanceler italiano (m. 1406).

## Mortes
- 27 de Março - Guido de Penthièvre, conde de Penthièvre e visconde de Limoges, n. 1287.